# Valentino Orsolini Cencelli
Valentino Orsolini Cencelli (Magliano Sabina, 7 febbraio 1898 – Roma, 22 maggio 1971) è stato un politico e agronomo italiano.
Uomo politico di spicco del regime fascista, squadrista e noto latifondista, è passato alla storia soprattutto per aver diretto, in qualità di commissario del Governo dell'Opera Nazionale Combattenti, la grande opera di bonifica delle Paludi Pontine.

## Biografia
Il padre, conte Alberto Cencelli Perti, e la madre, Vittoria Orsolini Marescotti, appartenevano entrambi a famiglie di grandi agricoltori e uomini politici. 
Sia suo nonno, Giuseppe Cencelli Perti, già aiutante di campo di Massimo d'Azeglio, sia suo padre Alberto erano stati entrambi senatori del Regno (il primo dal 1879 al 1899 e il secondo dal 1909). Nel 1922 sposò Giovanna dei conti di Arrone che gli diede quattro figli: Eliana (1923-1991), Alberto (1926-1997), Maria Giacinta (1929-1940) e Stefano (1934-2020).
Il 5 settembre 1914 fu vittima di un grave incidente, in cui perse la gamba sinistra, amputata dalla ruota di un tram elettrico.
Nel luglio 1921 si laureò in Giurisprudenza all'Università di Roma con una tesi di diritto costituzionale sulla legge elettorale proporzionale.
Fin da giovanissimo mostrò grande interesse per l'agricoltura, curando lo sviluppo delle aziende di famiglia a Fabrica di Roma e Magliano Sabina, dedicandosi in particolare al miglioramento delle razze bovine.

### Dirigente fascista e parlamentare
Il 17 ottobre 1921, a 22 anni, fu eletto consigliere provinciale dell'Umbria per Rieti nelle liste del Partito Nazionale Fascista, cui aveva aderito già nel 1919, e di cui fu il primo consigliere provinciale in Italia.
Fra il 1921 e 1922 promosse e organizzò 45 Fasci di combattimento, in Umbria e nel Lazio, esponendosi nella ignobile violenza esercitata contro i movimenti popolari, i partiti e i militanti anarchici, socialisti e comunisti. 
Il 28 ottobre 1922 partecipò alla Marcia su Roma, guidando l'avanguardia della Colonna Igliori-Fara
Nel 1924 fu eletto deputato alla Camera del Regno (XXVII legislatura) per la circoscrizione Lazio-Umbria. Fu confermato nel 1929 (XXVIII) e nel 1934 (XXIX).
Durante gli anni del regime fascista ebbe molti incarichi politico-amministrativi. Tra i principali, fu presidente dell'Ospedale oftalmico per i poveri della Provincia di Roma (1927-1929), presidente della Federazione degli Enti autarchici della Provincia di Rieti (1927-1929), commissario governativo dell'Associazione nazionale famiglie dei caduti in guerra (1926-1934), membro del consiglio di amministrazione dell'Istituto Luce (1930-1935), commissario straordinario della Cassa di risparmio di Rieti (1936-1940), membro del Consiglio nazionale dell'educazione, delle scienze e delle arti presso il Ministero dell'educazione nazionale (1939-1943), di cui presiedette la sezione per l'istruzione media tecnica e artistica.
Anche nel settore agrario ricoprì cariche direttive o consultive: fu presidente della sezione agricolo-forestale del Consiglio provinciale dell'economia di Rieti (1927-1943), promotore e primo presidente del Consorzio d'irrigazione della media valle del Tevere (1928-1944), presidente della Cattedra ambulante di agricoltura di Rieti (1929-1937), membro della Commissione per lo studio della Carta della mezzadria italiana presso la Confederazione nazionale sindacati fascisti dell'agricoltura (1931).
A Magliano Sabina è ancora vivo tra gli agricoltori il ricordo dei soprusi subiti, le bastonature e le frustate pubbliche nel latifondo o nei piani della valle del Tevere, le purghe con l'olio di ricino intorno alla fontana nell'odierna piazza Garibaldi.

### Gli anni all'Opera Nazionale Combattenti e le bonifiche
Il 15 settembre 1929, alle dimissioni del Presidente uscente Angelo Manaresi, fu nominato commissario del governo per l'Opera Nazionale Combattenti. L'Opera era stata costituita nel 1917 con lo scopo di aiutare i reduci combattenti della prima guerra mondiale verso il reinserimento nel mondo del lavoro e nella società civile tramite agevolazioni per mutui creditizi, per assicurazioni, e anche nella distribuzione di terre da bonificare e da coltivare. Tuttavia fino a quel momento l'attività dell'ente era stata molto scarsa se non nulla, a causa della disorganizzazione amministrativa e della mancanza di efficienza e volontà d'azione unitaria. La situazione dell'Opera in quel periodo era tale che divenne opinione diffusa l'imminenza della sua liquidazione.
Sotto la guida di Valentino Orsolini Cencelli, grazie ai poteri straordinari concessigli dal Capo del Governo Benito Mussolini, l'Opera fu riportata all'efficienza amministrativa e ricondotta allo scopo per il quale era stata fondata, ovvero la valorizzazione, tramite una pratica agricola corretta, delle terre incolte e la bonifica delle vaste regioni paludose che ancora caratterizzavano il panorama agrario italiano. In tale contesto, l'ONC divenne strumento di primo piano della politica di ruralizzazione avviata dal regime.
Negli anni fra il 1929 al 1935 Cencelli diresse la bonifica integrale di vaste zone agricole d'Italia, dalle Puglie al Veneto, alla Toscana, per un complesso di 450.000 ettari. Nei sei anni della sua guida, l'ONC costituì 41 aziende agrarie e 35 comprensori di bonifiche sparsi in tutta la penisola.
L'impresa più rilevante resta naturalmente la bonifica delle paludi pontine, sia per la grandiosità della concezione, sia per la rapidità con cui venne condotta. L'opera ebbe una vasta eco sull'opinione pubblica, sia italiana che internazionale, divenendo uno dei maggiori successi politici di Mussolini, quale prova tangibile della capacità realizzatrice del regime.
Ovviamente il costo di tale successo fu molto alto ed ottenuto al prezzo di grandi sofferenze da parte dei coloni, soprattutto veneti, posti di fronte ai difficili problemi di insediamento in una terra sconosciuta, all'interazione con le popolazioni preesistenti ed alla durissima gestione amministrativa da parte dell'O.N.C..

### L'epopea delle Paludi Pontine
Valentino Orsolini Cencelli racconta nelle sue memorie che nei giorni successivi al Natale del 1930, riordinando alcune carte di famiglia, gli venne fra le mani un atto riguardante la tenuta paterna di "Isola Bella", posta lungo la Cisterna-Nettuno al confine della palude pontina. La bonifica di quelle paludi avrebbe potuto dare lavoro a grandi masse di operai, e creare condizioni di vita stabile a qualche migliaio di famiglie. Il 27 dicembre 1930 si recò nella zona per rendersi conto personalmente della situazione. Con l'aiuto delle carte dell'Istituto Geografico Militare, che annotò all'esito del sopralluogo, elaborò un piano di colonizzazione di massima che perfezionò poi con la collaborazione di Ugo Todaro, capo del Servizio Bonifiche dell'ONC e del senatore Natale Prampolini, esperto di bonifiche.
Il progetto fu approvato da Benito Mussolini nel febbraio 1931 e nel dicembre successivo i lavori poterono iniziare sotto la sua direzione.
Il 5 aprile del 1932, per la prima volta Mussolini visitò i lavori. Sul terrazzo di un vecchio edificio del Quadrato, centro logistico delle operazioni di bonifica, Orsolini Cencelli gli espose la necessità della creazione di un borgo cittadino, da erigersi a Comune, al quale avrebbe dato il nome di "Littoria". La costruzione di una città si era resa necessaria per garantire alcuni fondamentali servizi pubblici alle famiglie contadine trasferite dalle regioni settentrionali d'Italia nell'agro pontino.
Il 30 giugno 1932, Valentino Orsolini Cencelli pose la prima pietra della città di Littoria.. Mussolini, probabilmente indispettito per il protagonismo del Commissario e per non aver gestito la questione della fondazione di una città in un momento di insistente politica ruralizzatrice, non partecipò alla cerimonia e ordinò ai giornali di sottacere la notizia. Nonostante il silenzio della stampa italiana, l'evento ebbe grande eco nell'opinione pubblica internazionale.
Il 18 dicembre 1932, stavolta con il consueto apparato comunicativo e propagandistico, Mussolini inaugurò Littoria annunciando la creazione di un piccolo sistema di "città nuove" in Agro pontino: Sabaudia fu inaugurata il 15 aprile 1934 da Vittorio Emanuele III, Pontinia il 28 ottobre 1935. Nel dicembre 1934 fu creata anche la nuova Provincia di Littoria. Valentino Cencelli fu anche il primo podestà di Littoria (1932-1933) e di Sabaudia (1933-1935).
Nel marzo del 1935, in modo apparentemente inaspettato, Mussolini rimosse Cencelli nominando al suo posto Araldo di Crollalanza, fino ad allora ministro dei lavori pubblici, che tenne poi l'ONC fino alla caduta del regime. Sui motivi del "cambio della guardia", i pareri degli storici sono discordi: concorsero certamente diversi fattori tra i quali la necessità di entrare in una nuova fase, con una direzione più politica dell'ONC, vista anche la personalità "di garanzia" per gli agrari trovata in Crollalanza, ma anche l'endemica lotta intestina tra gerarchi fascisti e infine alcune lamentele verso il carattere integerrimo ma ostico del Cencelli.
Dal marzo del 1935 in poi non ricevette più alcun incarico governativo, pur essendo confermato deputato al parlamento nel 1939 (XXX legislatura), sotto la nuova denominazione di consigliere nazionale della Camera dei Fasci e delle Corporazioni.

### L'arresto a opera dei repubblichini
Dopo l'8 settembre 1943, fu arrestato dai fascisti repubblichini. L'accusa era quella di aver appoggiato il governo Badoglio e di avere costituito nella provincia di Rieti nuclei di forze d'ordine dalle quali il Partito era stato programmaticamente escluso. Fu imprigionato prima nel carcere di Regina Coeli (dal 29 ottobre al 2 novembre 1943), poi al San Gregorio al Celio (dal 23 novembre al 4 dicembre 1943).
Nell'aprile del 1944, ricercato ancora una volta dai repubblichini, si rifugiò nella casa madre dei Gesuiti fino all'arrivo degli Alleati e l'8 luglio 1944 fu arrestato dalla polizia militare americana e imprigionato nuovamente nel carcere di Regina Coeli. Da lì, il 12 luglio fu trasferito al campo d'internamento alleato della Certosa di Padula. Nel settembre del 1944, verrà processato e condannato a morte in contumacia dal Tribunale provinciale straordinario di Genova della Repubblica di Salò.
Contemporaneamente, il 13 agosto 1944, alla Procura del Regno d'Italia presso il Tribunale di Rieti, iniziò nei suoi confronti un procedimento penale in contumacia. Era accusato di aver costituito, nella provincia di Rieti e a Magliano Sabina, negli anni 1921-1922, squadre fasciste colpevoli di vari atti di violenza ai quali egli stesso avrebbe preso parte, e di avere costituito, successivamente all'8 settembre '43, un corpo armato alle dipendenze dei tedeschi.

### Il dopoguerra
Finita la guerra, il 23 luglio 1945, dopo un anno d'internamento, fu trasferito dal campo di Padula al carcere giudiziario di Rieti. Il 12 novembre 1946 beneficiò dell'amnistia per i fatti del 1921-22 e fu assolto per quelli del '43. Nel 1949 fu chiusa senza conseguenze anche la pratica di indagine per profitto di regime.
Nel 1963 si candidò senza successo al Senato nelle file del Movimento Sociale Italiano a Latina. Dal dopoguerra in poi non assunse altri impegni nella politica attiva ma svolse diversi incarichi legati alle sue competenze nel settore agricolo: fu vicepresidente dell'Associazione Produttori Tabacchi Italiani, vicepresidente della Confagricoltura, presidente dell'Ente Nazionale Addestramento e Perfezionamento del Personale Agricolo e consigliere del Consorzio della Media Valle del Tevere.
Morì nella sua casa di Roma il 22 maggio 1971

## L'Archivio personale
Valentino Orsolini Cencelli ebbe sempre grande cura delle sue carte. Dal 1924 al 1938, negli anni delle sue massime responsabilità, ebbe un segretario personale, Giuseppe Castelli, cui si deve l'organizzazione della corrispondenza (circa 5.000 lettere) e la tenuta delle carte dell'Opera Nazionale Combattenti. Nel secondo dopoguerra, Cencelli sistemò in più riprese i fascicoli dell'archivio. Dopo la sua morte l'archivio fu conservato nel palazzo di famiglia a Magliano Sabina.
Nel 1997 la famiglia ha incaricato l'archivista Leonardo Musci di procedere a una schedatura e a un riordinamento complessivo delle carte. Il carteggio integrale è consultabile all'Archivio Centrale dello Stato di Roma, dove il fondo è stato depositato nel 2003 per volontà della famiglia.

## Opere
- Valentino Orsolini Cencelli, Padula 1944-1945 Diario di un prigioniero politico, a cura di Laurentia Orsolini Cencelli, Gruppo Ugo Mursia Editore, Milano, 2000
- Valentino Orsolini Cencelli, Le Paludi Pontine, Istituto Italiano di Arti Grafiche, Bergamo, 1934